# Эстонская трудовая партия
Эстонская трудовая партия (эст. Eesti Tööerakond, ETE) — социал-демократическая партия в Эстонии, созданная в 1917 году. Партия была образована Эстонской радикально-социалистической партией и эстонскими радикалами Петрограда в 1917 году и продолжила свою деятельность в независимой Эстонии, в январе 1932 года Эстонская трудовая партия присоединилась к Эстонской народной партией и Христианской народной партией, слившимся в октябре 1931 года, и образовала вместе с ними Национальную Центристскую партию. Она была членом правительственных коалиций с 1919 по 1925 год, а затем с 1927 по 1931 год.

## История
В период своей независимой деятельности Эстонская трудовая партия была одной из самых активных в эстонской политике. Она поддерживала демократический порядок. Принципы Эстонской трудовой партии были определены в её партийных документах, опубликованных в 1917 году.
На Первом съезде Эстонской рабочей партии 30 сентября 1917 г. (13 октября) Эстонская трудовая партия не поддержала большевистские советы рабочих депутатов в Петрограде и, выступив за созыв Всероссийского Учредительного собрания, а заняла левоцентристскую позицию.

### Эстонская трудовая партия во Всероссийском учредительном собрании
Депутаты Эстонской трудовой партии участвовали в выборах Всероссийского учредительного собрания в 1917 г.  В ноябре 1917 года Эстонские трудовики получили 21,6% голосов на выборах в Учредительное собрание России по Эстляндскому избирательном округу и партийные представители Юри Вильмс и Юлиус Сельяма были избраны членами Всероссийского учредительного собрания. В конце декабря 1917 года позиция Эстонской трудовой партии изменилась и целью стало создание Эстонской Трудовой Республики. После временно успешного большевистского государственного переворота в Эстонии в этот момент, эстонские трудовики первыми публично потребовали независимости Эстонии.  В своём меморандуме представители партии обратились к правительству Советской России и Эстонскому советскому исполнительному комитету и просили объявить Эстонию независимой трудовой республикой.

### Эстонская трудовая партия в Учредительном собрании Эстонии
К выборам в Учредительное собрание Эстонии поддержка этой партии выросла до 30,4%.
На выборах в Учредительное собрание в 1919 году Эстонская трудовая партия получила второе место по количеству голосов после социал-демократов. В Учредительное собрание из списка ЕТЕ были избраны: Юлиус Сельяма, Луи Олеск, Отто Штрандман, Александр Вейлер, Юхан Кукк, Антс Пийп, Тынис Калбус, Константин Коник, Пит Йохансон, Каарел Баарс, Йоханнес Пятс, Теодор Поол, Тимотеус Грюнталь, Александр Вайдерман, Адо Андеркопп, Аугуст Аррас, Арнольд Шульбах, Вольдемар Патс, Эдуард Сакк, Яан Метс, Карл Саар, Йоханнес Лехтман, Александр Вельвельт, Йоханнес Циммерманн, Николай Тальтс, Михкель Юкам , Кристоф Пайкер, Виктор Томберг, Тыну Лойк, Михкель Варрик, Якоб Сынаялг, Анна Теллманн, Пеэтер Рюубель, Ханс Орав, Теодор Кяярик, Эдуард Кансман, Фердинанд Петерсон, Мадис Кябин.

### Участие в эстонских правительствах
На выборах в Учредительное собрание в 1919 году Эстонская рабочая партия получила второе место по количеству голосов после социал-демократов. Первое правительство было сформировано Отто Штрандманом из ЕТЕ.
После провозглашения Эстонией независимости 24 февраля 1918 года эстонские трудовики вошли в состав Временного правительства Эстонии, как и все партии, поддерживавшие независимость Эстонии. В марте 1918 года лидер лейбористов Юри Вильмс пропал без вести в Финляндии, где предположительно был казнен. Его заменили Отто Штрандман, Антс Пийп, Юхан Кукк, Теодор Поол и Юлиус Сельяма.
Первоначально Эстонская трудовая партия была по политической шкале левоцентристской   и умеренно социалистической, затем развивалась в сторону центра и теряла своих членов. В 1925 году  от неё  отделилась Ассоциация крестьянских хозяев и фермеров, поселенцев и мелких землевладельцев, а в 1932 году Эстония присоединилась к Национальной центристской партии.
В 1919 году  трудовики получили четверть мест на выборах в Учредительное собрание 1919 года, при этом Штрандман возглавил правительство, сформированное 8 мая 1919 года. Партия выиграла парламентские выборы 1920 года, получил 22 места 100 депутатских мест в Рийгикогу. Она заняла третье место на выборах 1923 года, четвертое на выборах 1926 и 1929 годов.
В январе 1932 года партия объединилась с Партией объединенных националистов (слияние Эстонской народной партии и Христианской народной партии в октябре 1931 года) и образовала Национальную центристскую партию.

## Идеология
После своего основания Эстонская трудовая партия поддержала нереволюционную социальную и аграрную реформу. В Учредительном собрании она оказала влияние на разработку радикальной земельной реформы и конституции 1920 года. Социалистическая в первые годы своего существования партия постепенно сдвигалась к центру. Она выступала за отделение церкви от государства.
Партия заручилась поддержкой ремесленников, государственных служащих, интеллигенции, мелких землевладельцев и несоциалистического рабочего класса.

## Электоральные успехи
| Выборы | Представительский орган | Процент голосов | Состав органа (ВУC, Эстлянд. округ = 8) (УC Эстонии = 120 членов) (Рийгикогу = 100 депутатов) |
| ------ | ----------------------- | --------------- | --------------------------------------------------------------------------------------------- |
| 1917   | Всероссийское УC        | 21,6%           | 2                                                                                             |
| 1919   | УC Эстонии              | 30,4%           | 30                                                                                            |
| 1920   | I Рийгикогу             | 21,0%           | 22                                                                                            |
| 1923   | II Рийгикогу            | 11,2%           | 12                                                                                            |
| 1926   | III Рийгикогу           | 12,4%           | 12                                                                                            |
| 1929   | IV Рийгикогу            | 10,2%           | 10                                                                                            |